# 269
Năm 269 là một năm trong lịch Julius. 